# Moran Mazor

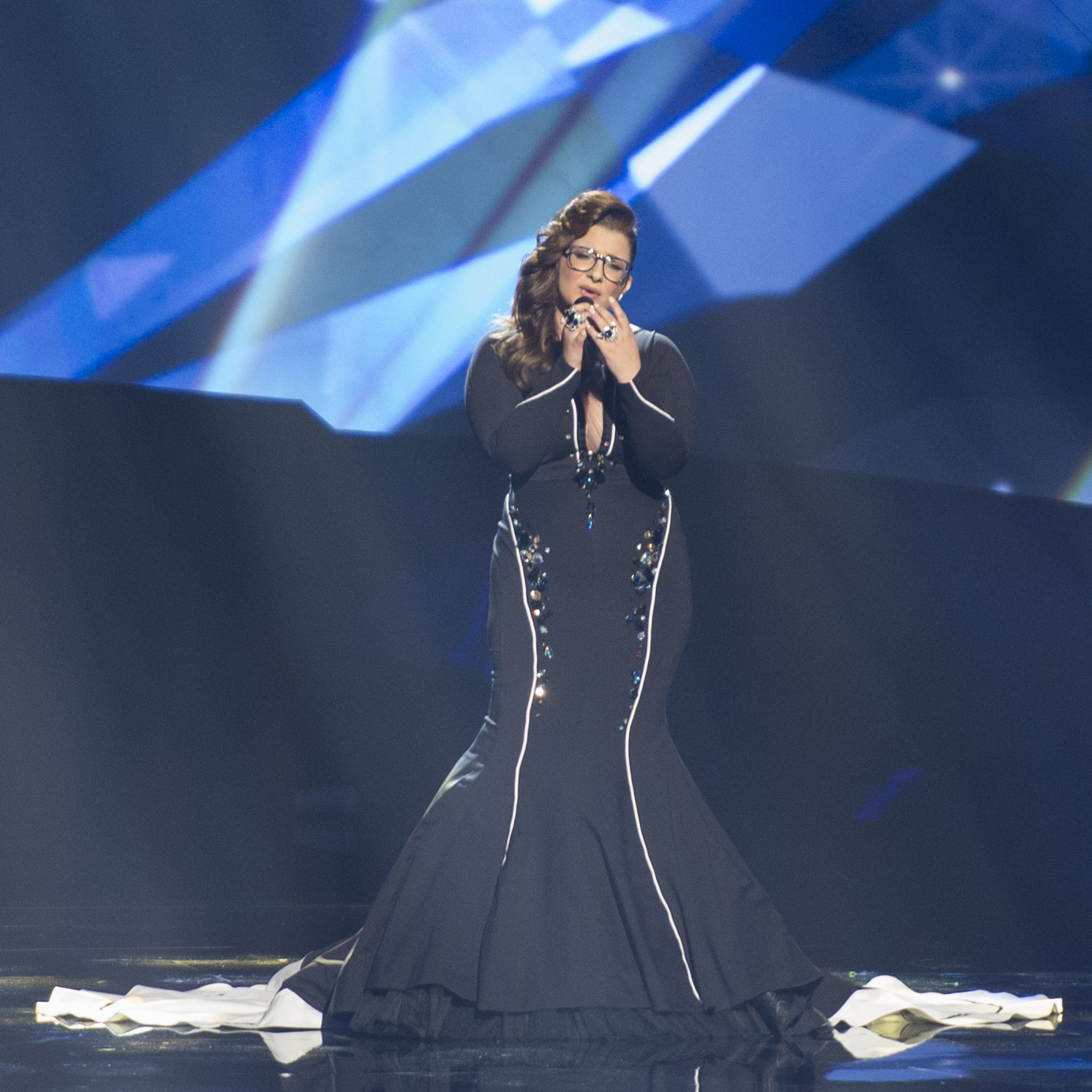
Moran Mazor (2013)

Moran Mazor (hebräisch מורן מזור; * 17. Mai 1991) ist eine israelische Popsängerin.

## Leben und Wirken
Ihre Eltern wanderten in den 1970er Jahren aus Georgien nach Israel ein. Moran Mazor wuchs in Cholon auf und hat zwei jüngere Brüder. Ab dem Alter von vier Jahren lernte sie Klavierspielen, später erhielt sie auch Gesangsunterricht. Ihren Wehrdienst leistete sie in der Militärkapelle der Israelischen Luftstreitkräfte.
Bekanntheit in Israel erlangte sie 2011 als Siegerin der ersten Staffel der Realityshow "Eyal Golan ruft dich" (אייל גולן קורא לך) des Privatsenders Music 24. Am 7. März 2013 siegte sie bei der Kdam 2013, der israelischen Vorentscheidung zum Eurovision Song Contest 2013. Mit der von Han Harari komponierten und von Gal Sarig getexteten Ballade Rak bishvilo (deutsch: "Nur für ihn") konnte sie sich gegen neun Konkurrenten durchsetzen und durfte daher Israel beim Wettbewerb in Malmö vertreten. Im 2. Halbfinale kam sie mit 40 Punkten auf Platz 14 von 17 Teilnehmern und konnte sich damit nicht für das Finale qualifizieren.

## Diskografie

### Alben
- 2013: Rak bishvilo

### Singles (Auswahl)
- 2013: Rak bishvilo
- 2019: רק אותך (הכלה מאיסנטנבול) (Original: Eylem Aktaş – Yüreğimden Tut)
- 2024: פרפרים בבטן (mit Liad Meir)